# Fast Analog Computing with Emergent Transient States
Le projet FACETS était un projet financé par l'Union européenne rassemblant des scientifiques de divers milieux autour des neurosciences (neurophysiologie, neurosciences computationnelles, aVLSI) dans le but de repousser les limites de notre connaissance dans les propriétés computationnelles du système nerveux central.
Ce projet était unique dans le sens où pour la première fois, un consortium de cette taille réunit neuro-physiologistes, informaticiens, théoriciens, ingénieurs et physiciens pour résoudre la nature des calculs résolus par le cerveau. Le consortium a réuni 80 scientifiques sur une période de 4 ans à partir de Septembre 2005.